# جولین برتومیر
جولین برتومیر (انگلیسی: Julien Berthomier؛ زادهٔ ۱۵ آوریل ۱۹۹۰) بازیکن فوتبال اهل فرانسه است.
از باشگاه‌هایی که در آن بازی کرده‌است می‌توان به باشگاه فوتبال ستاره سرخ و باشگاه فوتبال نیس اشاره کرد.
وی همچنین در تیم‌های ملی فوتبال France national under-15 football team و France national under-16 football team بازی کرده‌است.